# テレウティアス
テレウティアス（希：Τελευτίας、ラテン文字転記：Teleutias、？-紀元前381年）はスパルタの将軍である。
テレウティアスはスパルタ王アゲシラオス2世の弟である。テレウティアスの名が初めて歴史に現れるのは紀元前394年にアゲシラオスがアルゴスとコリントスに侵攻した時であり、この時テレウティアスは兄によって艦隊指揮官に任じられ、12隻の艦隊を率いて兄の援軍にやってきた。翌年のコリントス湾の制海権をめぐるコリントスとの戦いにおいて、テレウティアスはヘリッピダスから艦隊を引き継ぎ、コリントス湾の制海権を獲得した。
紀元前391年、コリントス湾沿いのアカイアとレカイオンの辺りにいたテレウティアスはエクディコス（ロドスの亡命者がクーデターで祖国に復帰するのを支援するために送られていたが、ロドス側が二倍の艦隊を有していたためにクニドスに留まっていた）の援軍に回るよう命じられた。テレウティアスはサモス島で7隻を増強しつつ、クニドスに向かった。彼が到着すると、エクディコスは指揮権を彼に委ねて自身は帰国し、テレウティアスはエクディコスの艦隊8隻をあわせて27隻を率いてロドスに入った。その後、テレウティアスはキュプロスの王エウアゴラスの援軍に行こうとしていたフィロクラテス率いるアテナイ艦隊10隻を拿捕し、クニドスに戻ってそれを売りさばくと、再びロドスに戻って亡命者を支援した。
紀元前389年、アテナイがアイギナを封鎖していると、その時偶然資金調達のために近くにいたテレウティアスはアテナイ艦隊に攻撃を仕掛けてそれを駆逐したが、アテナイ陸軍は持ちこたえた。その後彼はヒエラクスと艦隊指揮官の職を交代した。兵たちに慕われていたテレウティアスが帰国する時、兵たちは感謝の印として全員右手を挙げて挨拶し、花冠やリボンを彼に被せ、海に彼が出ても花冠をいくつも海に投げ入れ、彼に幸多かれと祈った。
紀元前388年、テレウティアスはアテナイ軍との戦いで戦死したゴルゴパスを引き継ぎ、再び艦隊指揮官に任じられた。テレウティアスは12隻の艦隊を率いてペイライエウスを襲って数隻の商船を捕らえ、次いでアッティカ沿岸を航行してスニオンでも商船を捕らえた。アイギナに戻った彼は戦利品を売却し、兵に一か月分の給与を前払いした。
紀元前382年、オリュントスの勢力の増強を警戒したアカントスからの援軍要請をスパルタが受けたため、テレウティアスは10000人の軍と共にオリュントスへと送られた。彼はマケドニアにも協力を呼びかけてオリュントス軍をオリュントス近郊で破った後、その地で軍を解散した。
紀元前381年、テレウティアスは再び軍を集め、オリュントスとの戦いを再開した。川を渡り、市から出撃してきたオリュントス騎兵に対し、彼はトレモニダス率いる盾兵を送った。しかし、後退した敵を追っての渡河中に敵の襲撃を受けたトレモニダスは戦死し、このためにテレウティアスは怒りに駆られて残余の軍を率いて出撃した。オリュントスから重装歩兵も出てきて小競り合いから本格的な戦いになり、200人の兵士と共にテレウティアスは敗死した。

## 註
1. 1 2  プルタルコス, アゲシラオス, 21
2. ↑  クセノポン, IV. 4. 19
3. ↑  クセノポン, IV. 8. 11
4. ↑  クセノポン, IV. 8. 23, 24
5. ↑  クセノポン, V. 1. 2-4
6. ↑  クセノポン, V. 1. 13, 19-25
7. ↑  クセノポン, V. 2. 37-43
8. ↑  クセノポン, V. 3. 3-6
9. ↑  ディオドロス, XV. 21